# Stootblok
Een stootblok wordt gebruikt bij de spoorwegen, in het wegtransport en de atletiek.

## Spoorwegen
Een stootblok of stootjuk is een blokkade die geplaatst wordt aan het einde van sporen. Stootblokken zijn meestal vastgeklemd aan de rails of zijn vastgemaakt aan de omranding van het spooreinde en zijn gemaakt van een combinatie van hout en ijzer (staal) of alleen staal.
Bij werkzaamheden kan een spoor tijdelijk worden afgesloten door twee rails schuin in de grond te zetten.
In het verleden werden treinen uitsluitend uitgerust met buffers en daarom hadden veel stootblokken zelf ook buffers of verstevigingen op de plaatsen waar de buffers het blok raken. Later werden treinstellen voorzien van automatische koppelingen zonder buffers en werden nieuwe stootblokken geïntroduceerd die ook op de plaats van de koppeling een contactvlak hebben. De verschillende koppelingen hebben vaak uitsteeksels, waarvoor dan overeenkomstige uitsparingen werden gemaakt.
Het is niet de bedoeling dat stootblokken daadwerkelijk in aanraking met een trein komen, net zomin als het de bedoeling is dat de kreukelzone van een auto gebruikt wordt. Stootblokken zijn noodmaatregelen en kunnen een trein sterk afremmen en een langzaam rijdende trein tot stilstand brengen. Hoe zwaarder de trein is en hoe sneller hij rijdt, hoe minder nut het blok zal hebben. Een enkele keer neemt de trein blok met rails nog een stuk mee, zoals loc 1616 in Uitgeest in 1983.
Bij een botsing wordt het stootblok naar achteren geduwd, wat de energie van de trein absorbeert.
In Antwerpen-Centraal staan op de bovenste sporen (1-6) gecompliceerdere stootbuffers: deze bestaan uit een metalen baar die met zuigers in een pneumatisch vat zit. Bij een botsing worden de zuigers ingeduwd en absorbeert de gecomprimeerde lucht in het vat de energie. Dit systeem is bedacht na het treinongeval op Gare Montparnasse en wordt ook op andere plaatsen gebruikt. Bij de uitbreiding van het station werden op de nieuwe doodlopende sporen (11-14) minder gecompliceerde stootbuffers geplaatst.
Deze stootblokken werden na de Eerste Wereldoorlog door Duitsland aan Antwerpen gegeven als onderdeel van de gemaakte akkoorden in het Verdrag van Versailles. Op 15 september 2017 is een trein op het stootblok van spoor 2 ingereden, waarbij het stootblok vernield werd.

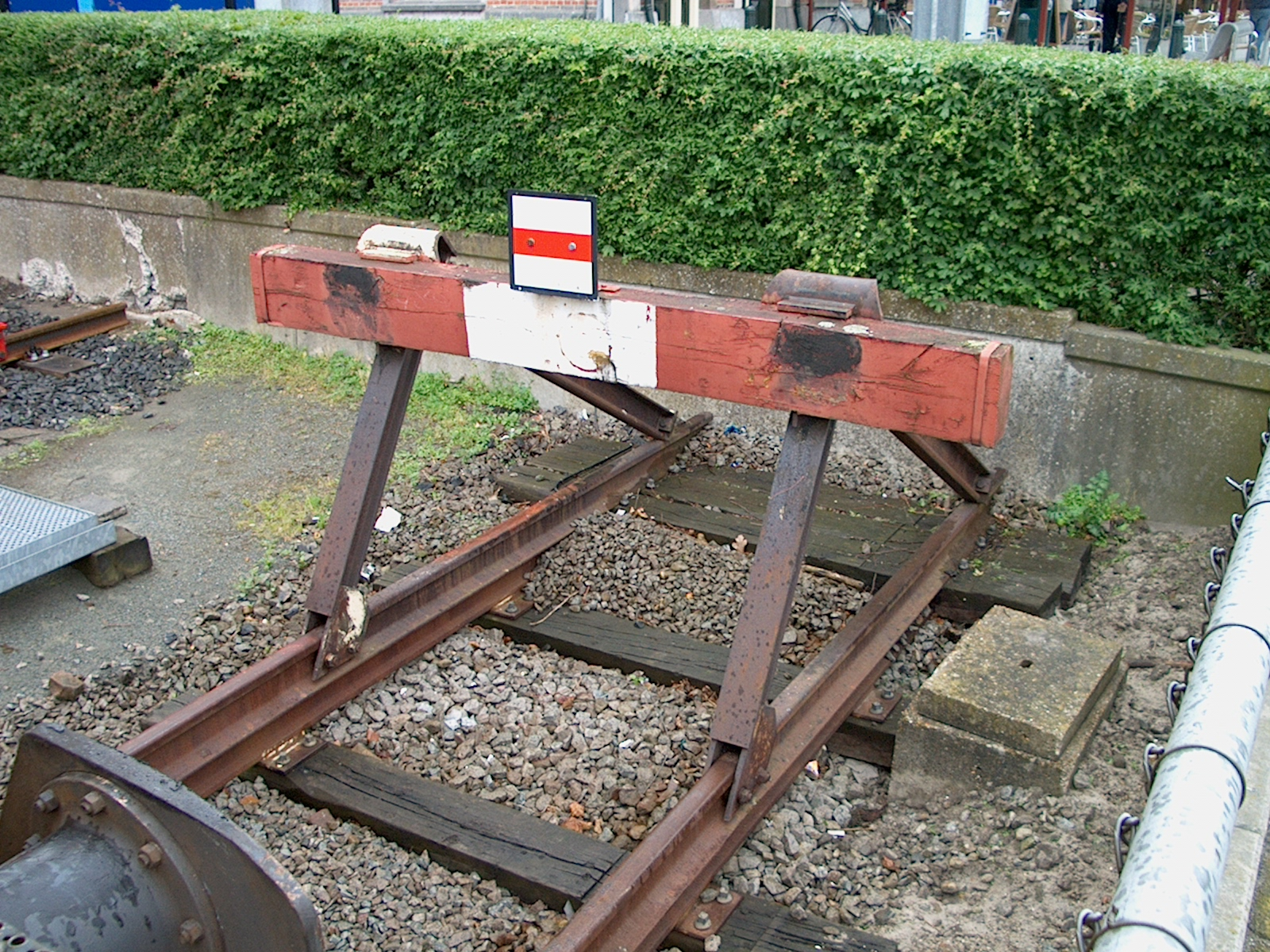
Houten stootblok op station Enkhuizen
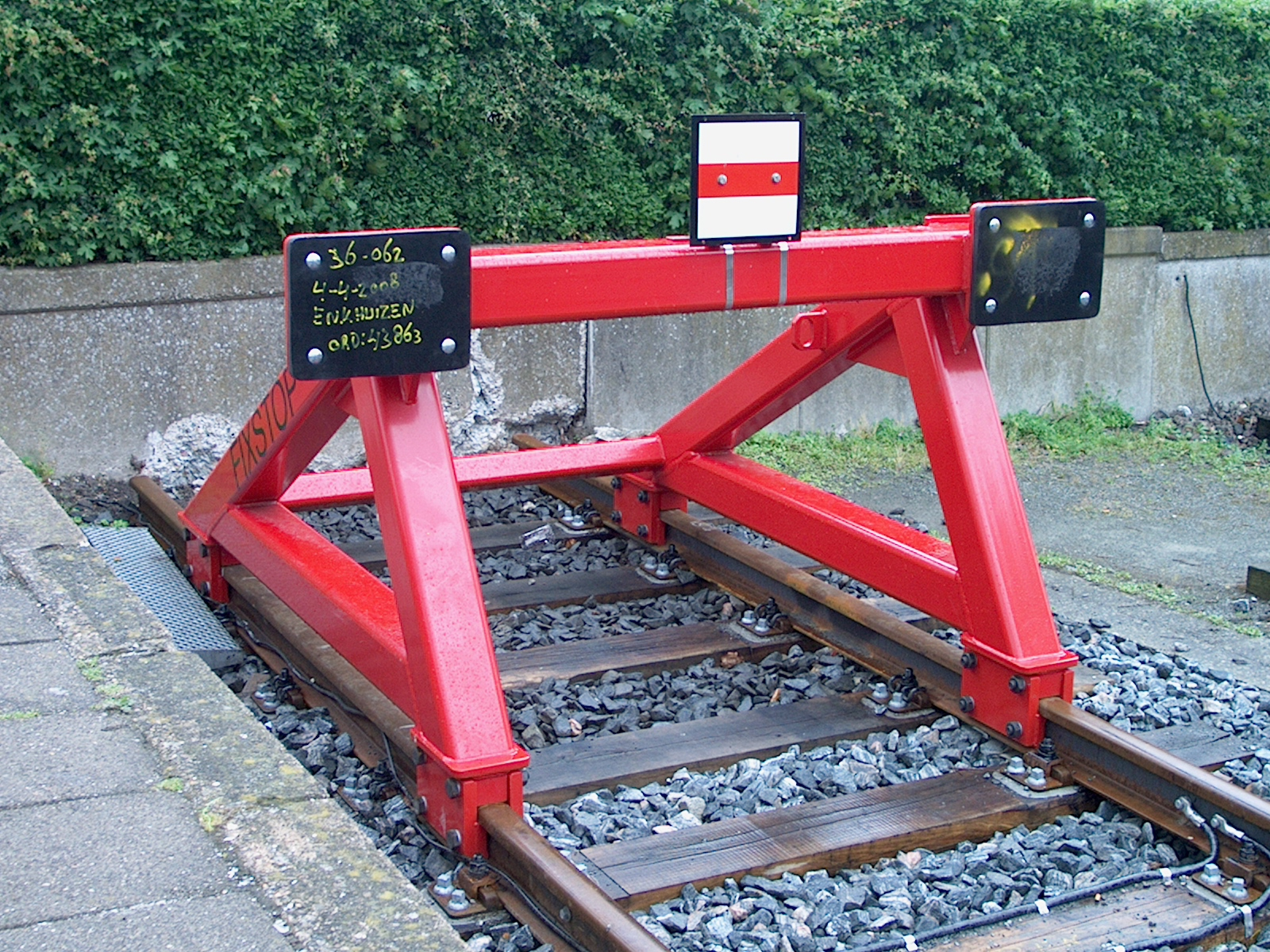
Stalen stootblok op station Enkhuizen
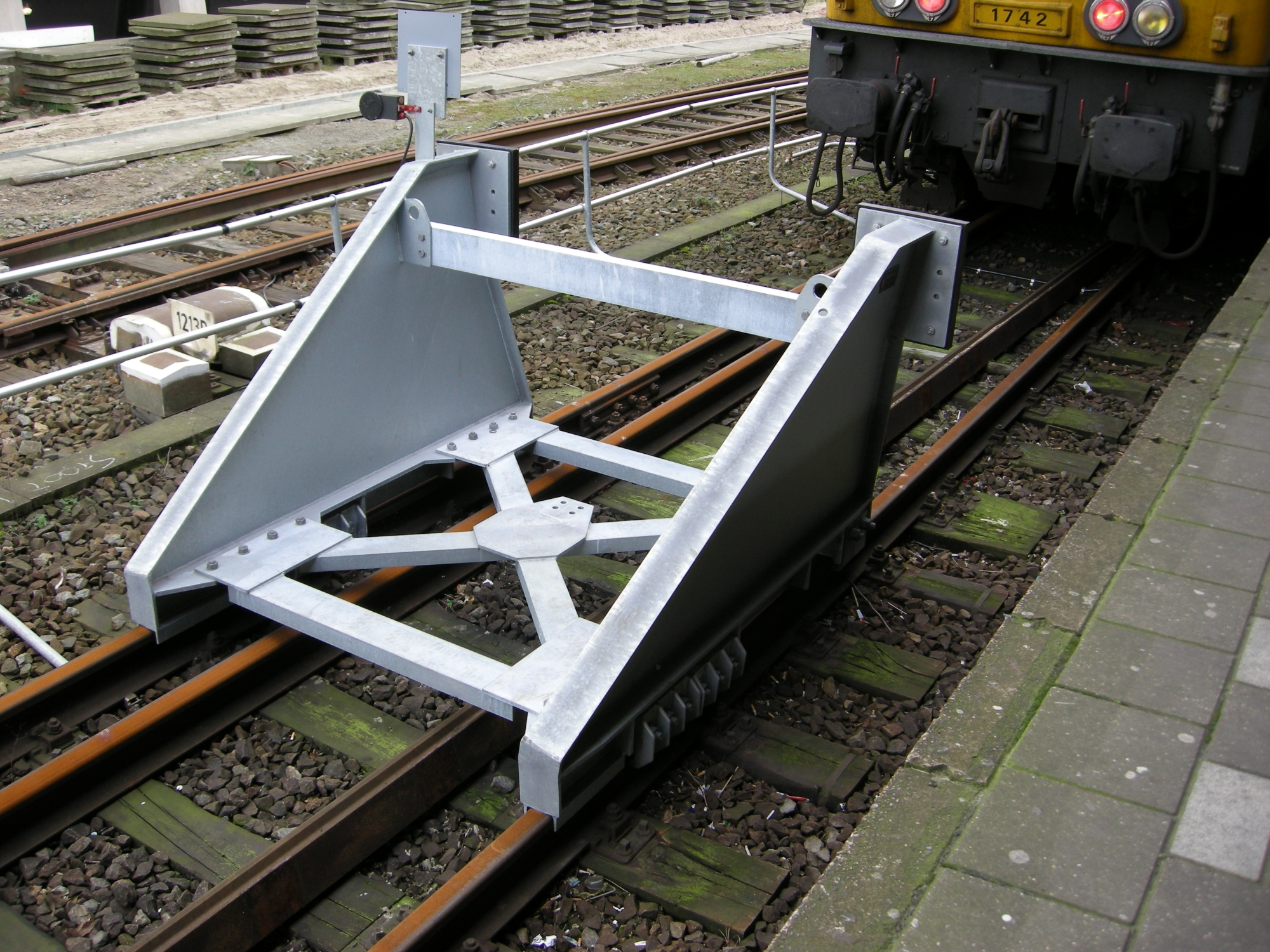
Metalen stootblok op station Arnhem
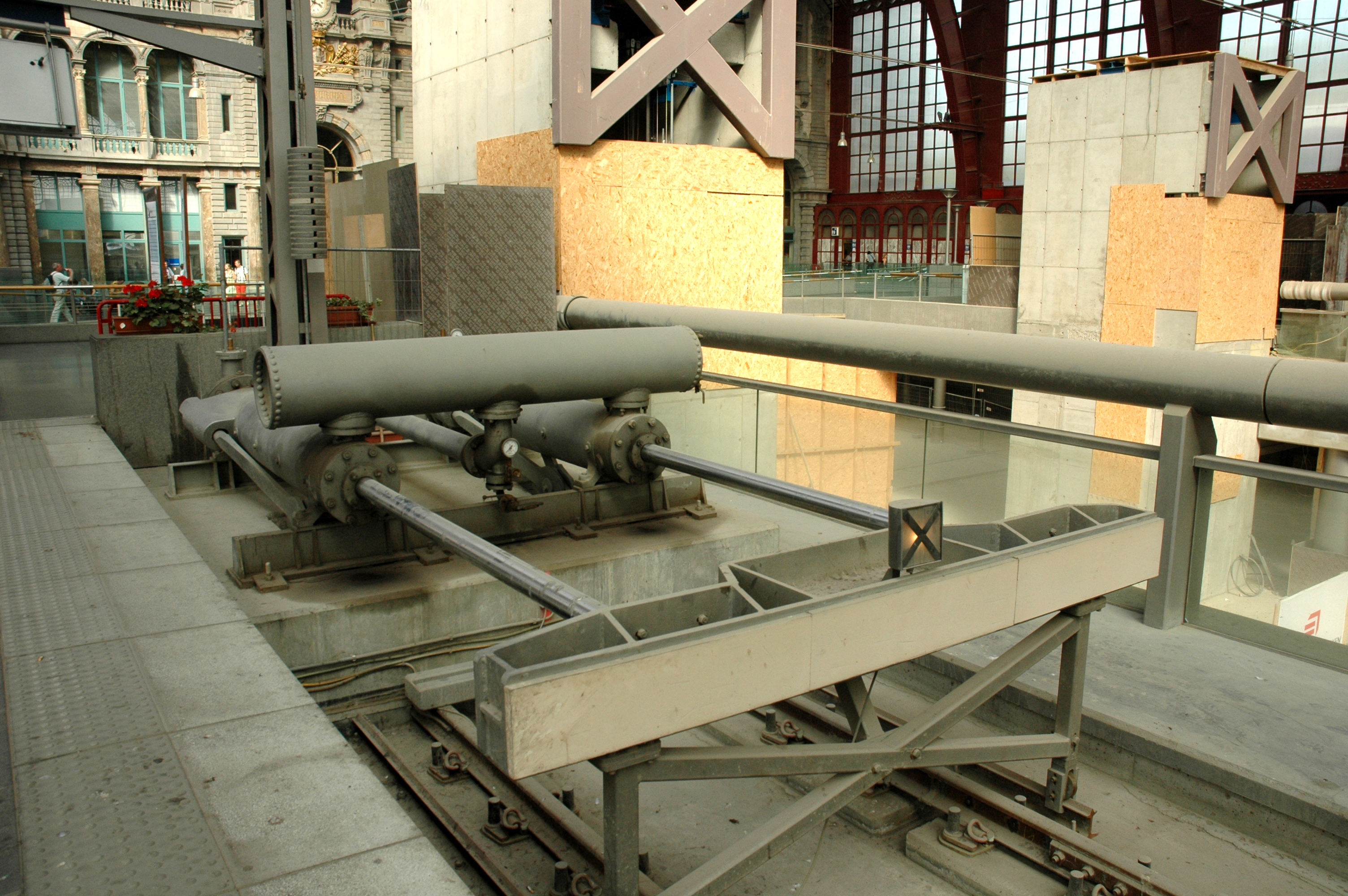
Pneumatisch stootblok te Antwerpen-Centraal
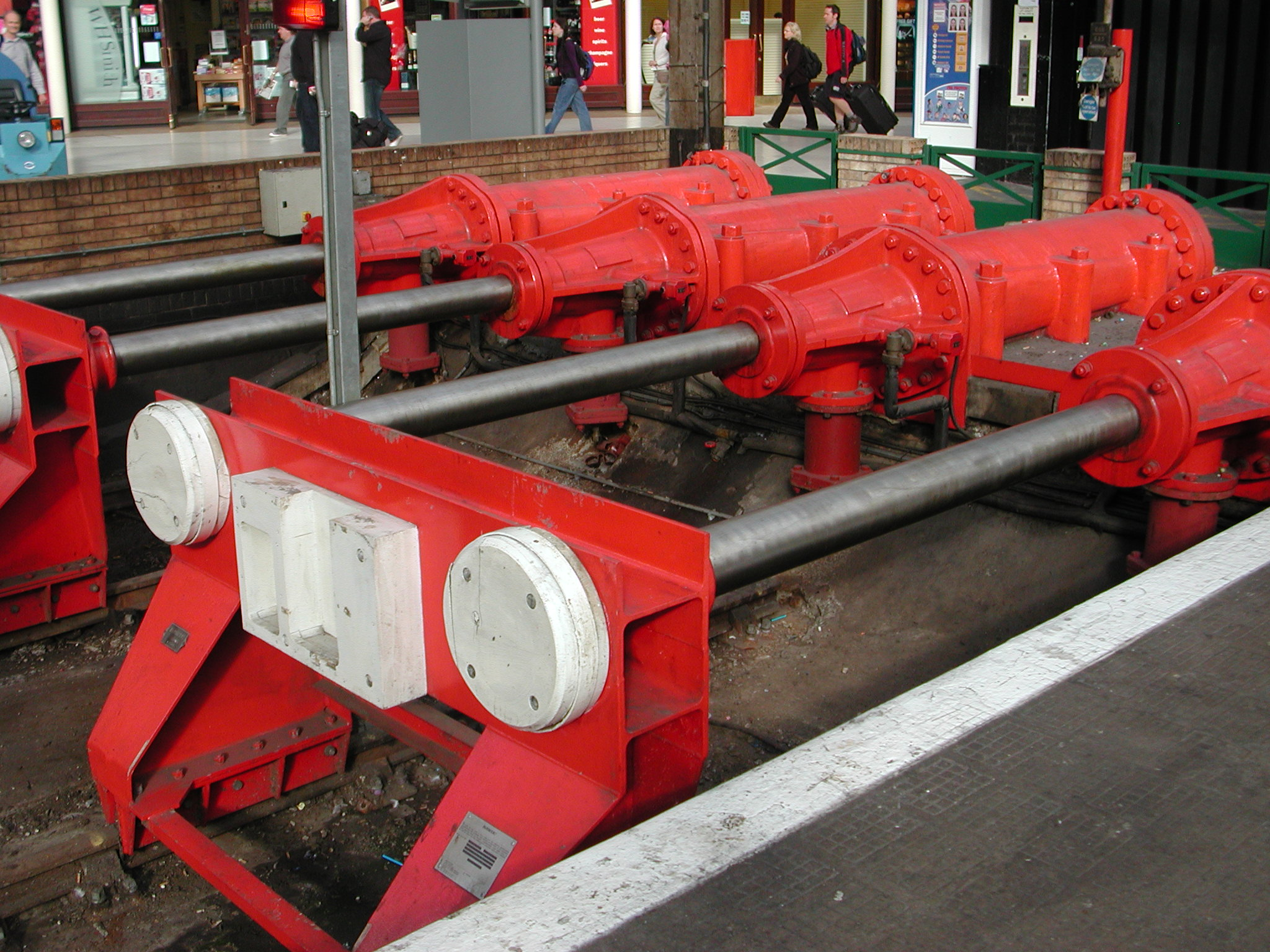
Stootblok op het Centraal Station in Glasgow

## Wegtransport
Een stootblok wordt ook gevormd door de rubbers waar een vrachtwagen achteruit tegenaan rijdt in een dok. Deze zijn er om te voorkomen dat het dok of de vrachtwagen beschadigd worden.

## Atletiek
Een stootblok vinden we ook bij de atletiek. Bij het kogelstoten wordt de voorzijde van de stootring afgeschermd door een wit stootblok. Tijdens de stoot mag de kogelstoter de grond buiten de ring niet aanraken. Verder mag alleen de binnenkant van het stootblok geraakt worden.